# Eogeometer
Eogeometer es un género prehistórico de polillas de reciente descubrimiento y pertenecientes a la familia Geometridae. Fue descrito por primera vez en 2019, siendo la primera oruga de geométridos en ámbar báltico. El espécimen, una oruga en su primer o segundo estadio, como lo indica el desarrollo incompleto de las setas, fue hayado en Yantarni (Krasnodar), Rusia.
La especie tipo y única especie es Eogeometer vadens, cuyo ejemplar medía unos 5 mm y se estima temer 44 millones de años, remontándose al Eoceno.
Se han encontrado fósiles de polillas, incluyendo el género extinto Geometridites del Piacenziense y la especie no extinta Hyperythra lutea, pero los lepidópteros fósiles son muy infrecuentes entre los órdenes de insectos y se encuentran principalmente en ámbar. En 2020 se describe un nuevo género y especie de polilla fósil, Miogeometrida chunjenshihi, descubierta en ámbar dominicano del Mioceno en mina de la Búcara de la Cordillera Septentrional, que data de hace 15 a 20 millones de años. Otra especie hallada en ámbar dominicano descubierta en 2022 es †Dolichoneura jorelisae, que data de hace 19 a 16 millones de años. Se cree que estos están entre los primeros representantes de la familia Geometridae. Previo al hayazgo de Fischer, Michalski, y Hausmann, la familia Geometridae no contaba con fósiles en el ámbar báltico, principal yacimiento de ámbar.